# 斗山世界大百科事典
斗山世界大百科事典是一本由韩国斗山集团子公司斗山東亞出版的百科全书，此书以1982年东亚出版社出版的《东亚原色世界大百科事典》（韓語：동아원색세계대백과사전）为基础，1985年东亚出版社被斗山集团收购以后，于1996年出版30卷的《斗山世界大百科事典》，一年后发布CD-ROM版本和网络版EnCyber（엔싸이버）。EnCyber面向韩国门户网站NAVER等网站免费发布内容，其内容主要针对不同年龄组的教育读者，在韩国被视为主流百科全书，2009年发展成为韩国最大的在线百科全书，2010年8月1日改名“doopedia”。